# Charles Medlam
Charles Medlam  (Port-d'Espagne, 10 septembre 1949) est un chef d'orchestre et violoncelliste anglais, également connu pour ses interprétations sur viole de gambe.

## Formation et carrière
Medlam étudie le violoncelle à Londres avec Jane Cowan (1915-1996), puis avec Maurice Gendron au Conservatoire de Paris, Wolfgang Herzer à Vienne, puis étudie le violoncelle avec Heidi Litschauer et l'interprétation avec Nikolaus Harnoncourt au Mozarteum de Salzbourg.
Charles Medlam fonde le London Baroque avec Ingrid Seifert (son épouse), en 1978. Il joue de la musique baroque sur une violoncelle de Pérouse fait par Finnocchi en 1720 et pour la musique plus tardive, sur un Lorenzo Ventapane, fait à Naples en 1806.
En plus de son travail d'ensemble, Medlam a commencé à populariser et a enregistré la gambe seule, avec de la musique de compositeurs tels que Hotman, Dubuisson, Sainte-Colombe et De Machy. En Angleterre, Medlam est souvent entendu sur le troisième programme de la BBC. Son travail est favorablement accueilli par la BBC Radio 3, le périodique Early Music parmi d'autres.

## Discographie sélective
- Marc-Antoine Charpentier, Sonate à huit H.548, Musique de théâtre pour "Andromède" H.504, Concert pour quatre parties de violes H.545, Musique de théâtre pour "Circé" H.496, London Baroque, basse de violon et direction, Charles Medlam. CD Harmonia Mundi 1986 (HMC 901244)